# Valea Neagră, Maramureș
Valea Neagră (în maghiară Feketepatak) este o localitate componentă a municipiului Baia Mare din județul Maramureș, Transilvania, România.

## Istoric
Prima atestare documentară: 1490 (Fekethewpathak). 

## Etimologie
Etimologia numelui localității: din Vale (< subst. vale „depresiune” < lat. vallis) + determinantul Neagră (< adj. negru, neagră < lat. niger, -gra, -grum). 

## Personalități
- Simion Irimie (1864 - 1951), deputat în Marea Adunare Națională de la Alba Iulia 1918